# Voyages au bout du temps
Voyages au bout du temps (Voyagers!) est une série de science-fiction américaine en 20 épisodes de 47 minutes, créée par James D. Parriott et diffusée entre le 3 octobre 1982 et le 31 juillet 1983 sur le réseau NBC.
En France, la série a été diffusée à partir du 25 mai 1991 dans l'émission Club Sandwich sur Antenne 2.

## Synopsis
Nous sommes en 1982. Jeffrey Jones est un orphelin de onze ans confié à son oncle et sa tante. Un soir, Phineas Bogg atterrit dans sa chambre en pulvérisant la vitre. Aussitôt, le chien du jeune garçon se rue sur l'intrus. Le chien mord dans le livre que Bogg tient à la main. Dans la panique générale, en tentant d'arracher le livre aux crocs de l'animal, Jeffrey bascule par la fenêtre. Bogg saute dans le vide pour le rattraper, et tous deux sont projetés dans le temps. Phineas Bogg fait partie d'un groupe appelé les "Voyageurs". Il voyage dans le temps, et donne un coup de main à l'Histoire, si nécessaire. Il voyage par l'intermédiaire d'un Omni, un appareil ressemblant à une montre à gousset. C'est justement cet appareil défectueux qui a amené Bogg en 1982. Quand la lumière de l'Omni est rouge, cela signifie que l'Histoire se trompe et qu'il doit intervenir pour remettre tout en ordre. Jeffrey est coincé dans le temps et Bogg est incapable de savoir ce qu'il doit faire sans son manuel d'Histoire. En effet, son livre est resté dans la gueule du chien, en 1982. Fort heureusement, le jeune Jeffrey se révèle être un passionné d'Histoire et en connaît souvent beaucoup plus que le "Voyageur" du temps.

## Distribution
- Jon-Erik Hexum : Phineas Bogg
- Meeno Peluce (en) : Jeffrey Jones
- Stephen Liska : Voyager Drake
- Tracy Brooks Swope : Voyager Olivia
- Jenny Neumann : Voyager Susan

## Épisodes
1. Voyages au bout du temps (Voyagers)
2. Les Gladiateurs (Created Equal)
3. Billy et Bully (Bully and Billy)
4. Chasse aux sorcières (Agents of Satan)
5. Séparés (Worlds Apart)
6. Cléopâtre (Cleo and the Babe)
7. Le Sauvetage de Lincoln (The Day the Rebs Took Lincoln)
8. Les Pirates (Old Hickory and the Pirate)
9. Les Voyages forment la jeunesse (The Travels of Marco... and Friends)
10. La Pointe vers l'est (An Arrow Pointing East)
11. Le Noël de Bogg (Merry Christmas, Bogg)
12. Les Légendes de l'ouest (Buffalo Bill & Annie Play the Palace)
13. Le Procès des voyageurs (The Trial of Phineas Bogg)
14. L'Espion temporel (Sneak Attack)
15. Titanic (Voyagers of the Titanic)
16. Course contre la montre (Pursuit)
17. Le Choix d'un président (Destiny's Choice)
18. Tout tombe mal (All Fall Down)
19. Au bout du fil (Barriers of Sound)
20. A la poursuite de Jack l'éventreur (Jack's Back)

## Autour de la série
En France, le pilote de la série est sorti en VHS sous le titre Les Aventuriers du temps. En fait, ce téléfilm est un montage de 90 minutes regroupant les épisodes 1 et 15.

### Autres séries télévisées sur le même thème
- Au cœur du temps, série télévisée des années 1960
- Code Quantum, série télévisée de 1989
- Journeyman, série télévisée de 2007

### Bandes dessinées des années 1970 sur le même thème
Dans les deux bandes dessinées des années 1970 qui suivent, le héros est transporté malgré lui dans une époque historique à chaque début d'épisode, comme le héros de Code Quantum. 
- Adam Eterno
- Mickey à travers les siècles

### Dans la littérature
- Le Coffre fort, nouvelle écrite en 1995 par Greg Egan et publiée dans le recueil Axiomatique, le héros se réveille chaque jour dans le corps d'une nouvelle personne depuis sa plus jeune enfance.